# خودزنی
خودزنی یا خودآسیبی (انگلیسی: Self-harm) به معنی این است که فرد آگاهانه به بدن خود آسیب برساند؛ طوری‌که به خودکشی منجر نشود اما آثار آن باقی بماند. رایج‌ترین نوع خودزنی زخمی کردن پوست با یک وسیله تیز است. 
انواع دیگر آن خراش انداختن و یا کندن عمدی پوست، سوزاندن، شکستن استخوان، خوردن سم، فرودادن چیزی در حلق یا کندن عمدی موی سر است.
فرد در امر خودزنی دردی فیزیکی را به خود وارد کرده تا درد روحی را فراموش کند. معمولاً خوردن افراطی و سو مصرف مواد دارویی که به معده آسیب می‌رساند را جزء خودزنی و خود آسیبی به حساب نمی‌آورند.

## علت خودزنی
به کسی که آگاهانه به بدن خود آسیب می‌رساند می‌گویند خودزنی کرده‌است که معمولاً برای بیان غافلگیرانه یک احساس درونی است. گاهی افرادی که به این کار دست می‌زنند احساس می‌کنند که تا حدودی قصد خودکشی دارند. بیش از نیمی از کسانی که دست به خودکشی زده‌اند سابقه خودزنی داشته‌اند. 
قصد افراد خودزن می‌تواند تنبیه خود برای بیان ناامیدی یا رهایی از یک تنش غیرقابل تحمل درونی باشد و گاهی برای بیان هر دو. خودزنی می‌تواند نشان‌گر فریادی از طرف فرد خودزن برای جلب کمک باشد. هر چند، برخلاف تصور عمومی که افراد خودزن برای جلب توجه خودزنی می‌کنند، این مسئله عموماً توسط پژوهش‌های علمی اثبات نشده‌است چرا که این نتیجه یافت شده‌است که افرادی که خودزنی می‌کنند معمولاً علایم خودزنی (مثلاً جای زخم) را از دیگران پنهان می‌کنند.
برخی پژوهش‌ها نشان داده‌اند که پس از خودزنی فرد خودزن احساس واقعی بودن خود را می‌کند؛ که زنده است. گاهی احساس آرامش قلبی به او دست می‌دهد؛ خلاصه آنکه (شدت) ضربان قلب و (هجوم) خاطرات متوقف می‌شود. نیاز به خودزنی می‌تواند نشانه‌ی وجود اختلالات روانی یا شخصیتی باشد. 
افرادی که در معرض اضطراب یا فشارهای افسردگی هستند بیشتر احتمال دارد به این کار دست بزنند.

در پژوهشی که توسط حبیب نوبخت نیارق و کارل اینگوار داله در یکی از دانشگاه‌های ایران بر روی ١٠٠ مرد و ١٠٠ زن دانشجو با میانگین سنی ٢۵ انجام شد، ۴٠ درصد دانشجویان انجام حداقل یک نوع خودزنی را گزارش کردند. این درصد شیوع خودزنی در ایران با یافته‌های سایر پژوهش‌گران در کشورهای دیگر همخوانی دارد. شایع‌ترین نوع خودزنی ایجاد بریدگی، فروکردن سوزن در پوست، جلوگیری از التیام زخم و حک کردن عبارات و تصاویر بر روی پوست با ایجاد بریدگی بود. در همین پژوهش، مشخص شد که افرادی که سابقه‌ی خودزنی مکرر داشتند، در مقایسه با افرادی که اصلاً سابقه‌ی خودزنی نداشتند یا فقط یک یا دو بار خودزنی کرده بودند، به‌طور معناداری رویدادهای تروماتیک (آسیب‌زای) بیش‌تری پیش از ١٧ سالگی و سه سال اخیر گزارش کردند و هم‌چنین نمرات بیشتری در مقیاس‌های گسستگی گرفتند. در این پژوهش نشان داده شد که گسستگی رابطه‌ی بین تروما (رویدادهای آسیب‌زا و تلخ، مانند سوءاستفاده جنسی، فیزیکی، عاطفی و ...) و خودزنی را میانجی‌گری می‌کند.
مدل پیشنهادی نوبخت و داله ٢٠١٧ برای تبیین ارتباط بین تروما، گسستگی و خودزنی در تصویر روبه‌رو نشان داده شده‌است.

## رابطه خودزنی با خودکشی
گرچه هدف از خودزنی، خودکشی نیست، اما بین خود آسیبی و خودکشی ارتباط پیچیده‌ای وجود دارد. خود آسیبی به عنوان رفتار خودخواهانه، به‌طور بالقوه تهدید مرگ را درخود دارد. هم‌چنین خطر فزاینده خودکشی در افرادی که به خود آسیبی مبتلا هستند وجود دارد؛ و ۴۰ تا ۶۰ درصد خودکشی‌ها، ناشی از خود آسیبی بوده‌است.

## سنین خودزنی
خودزنی معمولاً در افراد بالغ و مخصوصاً بزرگسالان اتفاق می‌افتد. در کودکان به ندرت این پدیده اتفاق می‌افتد.در نوجوانان بین سنین ١٢ تا ١٨ سال.در سال ۲۰۱۳ (۱۳۹۲ شمسی) در حدود سه میلیون و سیصدهزار مورد خودزنی در جهان اتفاق افتاده‌است.

## راه جلوگیری از خودزنی
برای دوری از این کار اول سعی کنید که فوراً از اتاقی که در آن هستید و می‌خواهید بدین کار دست بزنید خارج شوید یا وسیله‌ای را که می‌خواهید با آن خودزنی کنید از جلو دست خود بردارید. تنفس خود را کنترل کنید و چند بار (بین ۵ تا ۱۰ بار) نفس عمیق بکشید. در فضای باز قدم بزنید. علت و انگیزه خود را برای خود تکرار کنید و حتی روی کاغذ بنویسید. روانشناسان می‌گویند خیلی‌ها با این روش از اقدام خود پشیمان گردیده‌اند. گزارش انگیزه خود را به یک دوست صمیمی بدهید. ناحیه‌ای از بدن خود را که می‌خواهید آسیب برسانید با وسیله‌ای مثل حنا بستن علامت بزنید. دوش گرفتن به شما آرامش می‌دهد و به خودتان مسلط می‌شوید.

## نجات فرد خودزن
معمولآً کسی از خودزنی دیگری در ابتدا خبر ندارد زیرا این عمل در خفا انجام شده و خودزن ناحیه آسیب دیده را پنهان نگه می‌دارد. اما اگر متوجه شدید فردی که بدین کار دست زده و رفتارش عوض شده شما می‌توانید نقش مهمی در بهبود او بازی کنید. با پرسش و پاسخ در مورد وضعیت موجود و مناسبات او با مسائل جاری روزمره به او این موضوع را می‌فهمانید که سلامتی او مورد توجه است؛ و کم‌کم به او اطلاع دهید که متوجه علامت و آثار خودزنی در او شده‌اید. او چه قبول کند یا نکند شما یک گام کیفی برداشته‌اید چه او می‌فهمد که کسانی هستند که سلامتی او برایشان اهمیت دارد.
در اینجا چند نکته برای انجام اولین مکالمه وجود دارد:
●آرام بمانید. ممکن است از اینکه کسی که به او اهمیت می‌دهید به بدنش آسیب می‌زند عصبانی شوید، اما واکنش با عصبانیت می‌تواند گفتگو را متوقف کند. آن شخصی که به او اهمیت می دهید، همین الان به مهربانی شما نیاز دارد.
●احساسات آنها را تصدیق کنید. خودآزاری نشانه ناراحتی عاطفی جدی است. می توانید در مورد احساسات آنها سؤالات باز بپرسید. اینها می توانند به سادگی "چطور احساس می کنید؟" باشند. یا "چه احساسی داری؟" به یاد داشته باشید، این مربوط به ابراز احساسات آنهاست. ممکن است احساس کنید که نیاز دارید فوراً بفهمید چرا آنها این کار را انجام می دهند، اما معمولاً بهتر است به آنها زمان و فضا بدهید تا با کلمات خودشان صحبت کنند.
●مراقبت و نگرانی را نشان دهید . تمرکز بر پریشانی عاطفی افراد می تواند به افراد کمک کند احساس کنند که مورد توجه و شنیدن قرار می گیرند. ما می دانیم که روابط مراقبتی کلید کمک به افرادی است که به خود آسیب می رسانند.
●قضاوت نکنید انگ زیادی در مورد خودآزاری وجود دارد. مردم می توانند واقعاً احساس شرم و خجالت کنند، که می تواند بر ناراحتی آنها بیفزاید و آنها را کمتر در مورد آن صحبت کنند. اجازه دهید فرد زندگی شما بداند که نیازی به عذرخواهی یا متاسف شدن از شما ندارد. شما آنجا هستید تا گوش کنید و از آنها حمایت کنید تا راهی پیدا کنند.
کار هایی که باید انجام دهید:
●آنها را تشویق کنید تا با یک پزشک عمومی یا خدمات سرویس های رایگان ۱۲۳ ویا ۱۴۸۰ در مورد آسیب رساندن به خود صحبت کنند
●بپرسید که چگونه می خواهند مورد حمایت قرار گیرند
●به آنها اطلاع دهید که در کنار آنها هستید
●به آنها در مورد ویژگی های مثبتشان بگویید
●سعی کنید احساسات و تجربیات آنها را بدون قضاوت کردن، به جای تمرکز بر آسیب رساندن به خود، درک کنید
●در نظر بگیرید که هر مقدار خودآزاری ممکن است نشانه ای باشد که آنها به شدت احساس ناراحتی می کنند(حتی اگر بسیار کم باشد)
●به آنها اجازه دهید کنترل تصمیمات خود را در دست داشته باشند، اما در صورت نیاز از آنها مراقبت های پزشکی کنید 
کار هایی که نباید انجام دهید:
●سعی نکنید آنها را مجبور کنید کاری را که انجام می دهند تغییر دهند
●آنها را تهدید به سلب و کنترل نکنید
●به آنها توهین نکنید، مثلاً با گفتن اینکه آنها به دنبال جلب توجه هستند 

## خودزنی در ایران
درصد شیوع خودزنی در میان جمعیت دانشجویی ایران ۴٠ درصد یافت شده‌است.
در ایران عده‌ای به خودزنی اقدام می‌کنند تا دیه دریافت کنند و این را به دلیل نیاز و فقر انجام می‌دهند.
مدیرکل پزشکی قانونی استان خراسان در ۵ تیر ۱۳۹۶ اعلام کرد تعداد افرادی که برای دریافت «دیه» اقدام به «خودزنی» می‌کنند نسبت به سال قبل افزایش پیدا کرده‌است. آمار افرادی که در سال ۱۳۹۵ به این کار دست زدند ۱۰۱۱ نفر بود که به نسبت سال قبل یک افزایش ۱۴ درصدی را نشان می‌دهد.. بنا به نوشته رسانه‌ها این کار برای عده‌ای شغل ثابت شده. رئیس پزشکی قانونی منطقه مرکزی تهران در دوم بهمن ۱۳۹۵ اعلام کرده بود که «برخی افراد با هدف کسب مال اقدام به طراحی تصادفات ساختگی رانندگی می‌کنند». او اضافه کرد که این شیوهٔ خودزنی رو به افزایش است.